# Halina Bodalska
Halina Bodalska, znana szerzej jako Halszka Bodalska (ur. ok. 1923 w Warszawie, zm. 11 grudnia 1996 w Łodzi) – polska pisarka, dziennikarka, członkini Związku Syndykalistów Polskich, działała jako publicystka oraz redaktorka prasy podziemnej podczas powstania warszawskiego. W 1947 opublikowano jej wspomnienia z okresu wojennego, które zatytułowała Drukarnia.

## Życiorys
Urodziła się ok. 1923 w Warszawie, jej matką była Jadwiga Bodalska, miała młodszą siostrę Zofię. W czasie II wojny światowej studiowała polonistykę w ramach Podziemnego Uniwersytetu Warszawskiego (pod opieką profesora Wacława Borowego). Razem z matką oraz siostrą działały w Związku Syndykalistów Polskich, gdzie zajmowały się m.in. wyrabianiem fałszywych dokumentów. Halina była również łączniczką prasową, główną korektorką oraz koordynatorką Wydziału Prasowego organizacji. Po powstaniu warszawskim została wywieziona ze stolicy i zamieszkała w Łodzi. Podjęła się następnie pracy w Polskiej Agencji Prasowej. W 1947, dzięki swojemu opowiadaniu Drukarnia, wygrała literacki konkurs organizowany przez czasopismo „Stolica”. Pracę opublikowano we fragmentach w 1948 w numerach 5-12.
W 1946 prowadziła korespondencję listową z Tadeuszem Borowskim, któremu w czasie wojny wysyłała paczki żywnościowe do Auschwitz.
Ukończyła studia magisterskie z filozofii na Uniwersytecie Warszawskim oraz Łódzkim.
We wrześniu 1996 ciężko zachorowała, miała problemy z chodzeniem. 11 grudnia 1996 odnalazła ją nieżywą opiekunka medyczna. Następnego dnia odbył się jej pogrzeb na cmentarzu przy ul. Szczecińskiej w Łodzi.